# Christoph Wilhelm Hufeland
Christoph Wilhelm Hufeland (Langensalza (Turíngia), 12 d'agost, 1762 - Berlín, 25 d'agost, 1836), va ser un metge alemany, metge personal reial i higienista social, així com professor clínic i professor de medicina a Jena i Berlín. A causa de la seva teoria de la força vital, se'l coneix com un representant del vitalisme (un concepte oposat al brownianisme, que estava de moda en aquell moment). També se'l veu com el fundador de la macrobiòtica.

## Origen familiar
Christoph Wilhelm Hufeland va néixer en una família cristiana-luterana en la qual hi havia molts metges durant tres generacions.
Els Hufelands eren originàriament una família de mestres carnissers a Tennstedt. Tobias Hufeland (1632-1675) també era un senyor de casta (administrador del fons de pobres de l'església). El seu fill Polycarp Elias Hufeland (1665-1714) va estudiar a Leipzig i es va convertir en ardiaca a Stolp a Pomerània Occidental. Polycarp es va casar tres vegades: el 1692 amb Ursula Watson, el 1700 amb Concordia Wolff i el 1702 amb Barbara Neveling. El seu fill Johann Christoph Hufeland (* 1695 a Stolp; † 1767 a Weimar) des del seu primer matrimoni va estudiar medicina i va tornar a Tennstedt, on va ser físic i alcalde de la ciutat i es va casar amb Victoria Müller (1707-1750) el 1725 (la seva segon matrimoni). El seu pare Johann Caspar Müller (nascut el 16 d'abril de 1675 a Jena; † el 8 de maig de 1753 a Weimar) va ser metge personal del duc Guillem Ernst († 1728) a Weimar i del príncep hereditari Ernst August II (1737‒1758); el va seguir a la cort de Gotha el 1748. Dos dels fills de Johann Caspar també eren metges: el més gran, Gottfried Wilhelm Müller (1709-1799), era metge a Frankfurt del Main; El més jove, Friedrich Gottlieb Müller (1721-1772), va ser (des de 1753 a tot tardar) metge de la cort a Weimar, així com físic de ciutat i rural.
Johann Christoph Hufeland va succeir al seu sogre com a metge personal del príncep hereditari el 1753, el va seguir a Weimar el 1755 i va romandre el primer metge personal a la cort després de la seva mort. Dos dels seus fills també es van convertir en metges. El més gran Johann Friedrich Hufeland (1730-1787) va ser inicialment metge personal de Friederike von Sachsen-Weißenfels a Langensalza i va ser nomenat segon metge personal a Weimar el 1765. Després de la mort del seu pare Johann Christoph el 25 d'octubre de 1767, el seu fill petit Christian Gottlieb Hufeland (1742-1781) esdevingué metge a Weimar, i més tard també metge de la cort i físic urbà i rural.

## Biografia
Carrera mèdica

Estudis

Christoph Wilhelm Hufeland va ser el primer fill de Johann Friedrich Hufeland (1730-1787) i la seva dona Dorothea Maria, de soltera Pen(t)zig (1737-1782), filla del jutge de la ciutat de Weimar i tinent d'alcalde Johann Andreas Pen(t)zig. Els padrins van incloure el metge de Frankfurt Gottfried Wilhelm Müller com a oncle del seu pare. Christoph Wilhelm no va assistir a l'escola pública, però es va educar a través de classes privades. A la primavera de 1780 va començar a estudiar medicina a Jena, assistint en particular a les conferències del cirurgià i anatomista Justus Christian Loder; Després d'un any es va traslladar a Göttingen, on Georg Christoph Lichtenberg va ser un dels seus professors. El 1783, Hufeland es va doctorar en medicina a Göttingen i es va convertir en maçó a la logia de Göttingen "Augusta a les Tres Flames".

## Weimar
El pare de Christoph Wilhelm va patir problemes creixents relacionats amb l'edat, i després de la mort del seu germà jove Christian Gottlieb les seves obligacions mèdiques difícilment es van poder completar. Christoph Wilhelm es va incorporar a la pràctica del seu pare immediatament després d'acabar els seus estudis, començant el juny de 1784 com a metge de la cort. El 1784 també va ser acceptat a la Lliga Illuminati. A Weimar vivia a la casa del seu pare, juntament amb quatre germanes i el seu germà Friedrich Hufeland, que era dotze anys més jove que ell. La seva responsabilitat incloïa proporcionar atenció mèdica a la ciutat de Weimar, però també als pobles dels voltants com a metge de camp, per la qual de vegades havia de preparar els medicaments ell mateix com a farmacèutic. Per això estava constantment en moviment i tornava a casa esgotat a última hora de la nit. A diferència del seu pare, Hufeland també va treballar com a metge de la cort a la cort del duc, però no el seu metge personal. Els seus pacients a Weimar també incloïen Goethe (del 1783 al 1793), Schiller, Herder, Wieland i Heinke.
El pare d'Hufeland va morir el març de 1787; el seu fill va continuar la pràctica. Al novembre es va casar amb Juliane Wilhelmina Friedericka Amelung, de 16 anys, una "noia de camp jove, innocent, alegre i extremadament amable" que venia "de muntanyes llunyanes".
El febrer de 1790 esdevingué membre de la Leopoldina amb el cognom Hicesi III. escollit; El 1795 va rebre la medalla Cothenius de la Leopoldina. A proposta de Hufeland i segons els seus plans, el primer tanatori a Alemanya es va construir a Weimar a partir de 1790.

## Jena
A instigació del duc Karl August, Hufeland va rebre una càtedra honorífica a la Universitat de Jena el semestre d'estiu de 1793 i al mateix temps el títol de conseller. Les seves conferències van ser rebudes amb entusiasme fins a 500 oients. En aquestes conferències ja va presentar el seu concepte de força vital, que contradeia l'ensenyament browniano de l'època, contra el qual Hufeland s'havia rebel·lat ben aviat. A Jena també va treballar com a successor de Justus Christian Loder per a la pràctica mèdica i director mèdic de la clínica. El 1793 va ser acceptat com a membre honorari de la Natural Research Society of Jena, que acabava de ser fundada per August Batsch. A Jena va entrar en contacte amb personalitats com Schiller, Fichte, Schelling, el doctor Justus Christian Loder i els teòlegs Johann Jakob Griesbach i Heinrich Eberhard Gottlob Paulus. Entre els seus estudiants hi havia el professor de medicina de Würzburg Johann Bartholomäus von Siebold (Hufeland esdevingué més tard president de la "Fatherland Medical Art Association", fundada el 1812 i dirigida per von Siebold i onze directors més). El 1796, Hufeland va ser promogut pel consell a conseller de la cort i metge personal. El 1798 va quedar cec de l'ull dret. Va rebutjar les lucratives ofertes de Kiel, Leipzig i Pavia per ocupar una càtedra, així com una oferta de convertir-se en metge personal de l'emperador Pau I de Rússia. El 1800 va ser nomenat a la cort reial de Berlín. El seu successor a Jena va ser Karl Gustav Himly.

## Berlín
Hufeland es va traslladar a Berlín amb la seva dona Juliane i els seus fills. Aquí Heinrich Luden es va convertir en el tutor de la família durant uns anys. Com a metge personal reial, Hufeland ara cuidava la família de Friedrich Wilhelm III. i va dirigir el "Collegium medico-chirurgicum" i com a primer metge i director de la "Charité" de Berlín. En els seus primers anys a Berlín, a més de la seva posició docent, també feia visites domiciliàries de set hores diàries, atenent de 30 a 40 malalts diaris. El maig de 1801 es va unir al grup de sis membres fundat per Carl Ferdinand Sigismund Boehm († 1828), Georg Heinrich Boehr, Johann Goercke, Ernst Ludwig Heim, Abraham Wall († 1805) i Georg Adolph Welper (1762–1842) el 15 de gener, 1799. Associació de Metges, que probablement es va fundar l'any 1810 La societat va sorgir. Les reunions van tenir lloc a les cases particulars dels metges.
L'estiu de 1806 va acompanyar la reina Lluïsa a una cura a Pyrmont i va aprofitar ell mateix una cura a Nenndorf. En els seus records, aquest viatge li va semblar com un període "especialment feliç".
El 18 d'octubre de 1806, quatre dies després de la batalla de Jena i Auerstedt, Hufeland va ser cridat a primera hora del matí per la reina Lluïsa, que estava desesperada i li va demanar que l'acompanyés a la fuga. Només va tenir unes hores per resoldre les coses més importants abans de marxar a les 10 del matí. Hufeland va arribar a Königsberg amb la reina Lluïsa i els seus fills, on Lluïsa va caure malalta de tifus. Quan Napoleó va amenaçar d'envair Königsberg, la reina malalta va exigir fugir a Memel, malgrat les condicions meteorològiques més adverses. També hi va escapar Friedrich Guillem III. d'altres maneres. En contra dels desitjos d'Hufeland, la seva dona el va seguir amb sis dels seus set fills a Königsberg. Finalment es va separar d'ell després de 18 anys de matrimoni i, després del divorci, es va casar amb el seu antic alumne i ajudant Christian Heinrich Ernst Bischoff. El pietós Hufeland es va consolar llegint la Bíblia, que llegia de cap a fi, i escrivint poemes. L'estada a Memel va durar un any, de gener de 1807 a gener de 1808. A mitjans de gener de 1808, Hufeland va viatjar de tornada a Königsberg amb la cort reial prusiana. Allà va participar en la planificació de les reformes prussianes pel que van afectar el sistema sanitari i la fundació de la Universitat de Berlín. Després d'un total de tres anys a l'exili, la cort reial prussiana va tornar a Berlín el desembre de 1809.
Després del seu retorn, Hufeland va assumir diverses funcions i oficines a Berlín el 1810. Va fundar el policlínic de malalts pobres i va ensenyar patologia especial i teràpia a la nova universitat com a professor titular (fins al 1836). Va esdevenir degà de la nova facultat de medicina (primer fins al 1811, després de nou als anys 1813–1814 i 1816–1817) i membre de la Reial Acadèmia de Ciències (1810 a 1836). Va complir altres tasques com a conseller d'estat al departament de salut del Ministeri de l'Interior prussià i en la mala gestió, així com cap de l'acadèmia militar medico-quirúrgica. També el 1810, es va convertir en membre de la Societat de Ciències Naturals i Medicinals de Berlín i va fundar la Societat Hufeland, una societat mèdic-quirúrgica per a la formació continuada dels metges. Els vincles estrets amb la família reial es van mantenir en els anys següents, de manera que el 1813 va haver d'acompanyar la família en la seva fugida a Silèsia i es va quedar a Breslau fins al 1814.
El 10 de maig de 1815, Hufeland es va casar amb Helene Troschel (1777–1862) per segona vegada. El 1821 va establir una tasca de premi per examinar el treball publicat el 1797 sobre la calor intrínseca dels pacients als quals James Currie va dur a terme mesures de temperatura amb un termòmetre.
L'alleujament pobre era una preocupació particular de Hufeland: va encunyar la dita definitòria "Els malalts sols són pobres", que expressa la necessitat de donar suport als malalts a través de les finances públiques. Hufeland va publicar les seves opinions en diverses versions de la seva Farmacopea per als pobres. Va assegurar l'obertura de la primera policlínica l'any 1810, dirigida pel seu nebot i gendre Emil Osann des de 1833. Hufeland va tenir un paper important en la introducció de la vacunació contra la verola.
Pel que sabem, Hufeland no va participar activament en els desenvolupaments polítics de l'època. No obstant això, es va sentir obligat a prendre la seva pròpia acció el 1826 durant la lluita pel Missolunghi cristiano-grec, i el 25 d'abril va publicar una crida d'ajuda als diaris de Berlín, a la qual es van unir el prebost Neander, el conseller consistorial Ritschl i el predicador de la cort Strauß. La campanya no va estar exempta de problemes polítics, però va tenir èxit i va ser profundament satisfactòria per a Hufeland.
Hufeland va rebre nombrosos honors. Quan el rei va voler honrar-lo amb l'elevació a la noblesa hereditària, es va negar perquè ho veia com una demarcació social no cristiana que era especialment perjudicial per als nens.

## Carrera d'escriptor
La intensa activitat editorial d'Hufeland va començar l'any 1785 amb Mesmer i el seu magnetisme, un treball sobre Franz Anton Mesmer i la seva teoria del “magnetisme animal”. El primer llibre publicat va ser un tractat sobre l'erradicació de la verola (1787). Després d'això, nombrosos escrits sobre el tema de l'assistència sanitària, inclosa la seva obra principal The Art of Prolonging Human Life (1797), que recomana una dieta especial i un estil de vida harmoniós. La salut personal i la política de salut pública es combinen aquí d'acord amb l'esperit de la Il·lustració. Les tesis de Hufeland eren molt compatibles amb les opinions de la població protestant burgesa. Així és com el títol va arribar a la tercera edició l'any 1805 (com a Macrobiòtica).
Hufeland també va aconseguir èxits significatius en edicions de revistes (inclosa la publicació del "Journal der practischen Arzneykunde und Wundarzneykunst" des de 1795). El 1808 Hufeland va publicar un lèxic sobre el tema de la mort aparent. En total, la llista dels seus escrits supera els 400 títols.

## Teoria mèdica
L'enfocament teòric mèdic de Hufeland es basa en una força vital, que va diferenciar encara més però que generalment va entendre com el principi d'autoconservació de l'organisme. A través de la seva petició per un tractament suau (en contraposició a la "medicina heroica"), l'ús del poder curatiu de la natura (vis medicatrix naturae) i l'ús de la dietètica i la teràpia física, va tenir una gran influència en la naturopatia a partir del segle XIX. [53] Hufeland (com el seu gendre, el balneòleg Emil Osann) també va ser actiu en els camps de la hidroteràpia i la hidroteràpia.[54] Hufeland,[55] com altres dels seus contemporanis, va veure la masturbació dels homes joves com la causa de la debilitat patològica.[56] Al seu Journal of Practical Medicine va oferir les tendències mèdiques del seu temps un fòrum de discussió. Va aparèixer z. B. nombrosos articles de Samuel Hahnemann, el fundador de l'homeopatia. Més tard, però, hi va haver una baralla entre Hahnemann i Hufeland. Hufeland va declarar que l'homeopatia com a sistema de curació era qüestionable i va criticar durament Hahnemann pel seu enfocament estricte.

## Família supervivent
La segona esposa de Hufeland, Helene Troschel (1777-1862) era filla del teòleg i predicador de la Il·lustració Jakob Elias Troschel (1735-1807), molt conegut a Berlín. La seva mare Barbara Dorothea de soltera Hufeland provenia del tercer matrimoni de Polycarp Elias Hufeland. Helene Troschel va ser membre de l'Acadèmia de Cant de Berlín com a cantant des de 1804. El matrimoni va ser sense fills.
El primer matrimoni de Hufeland va tenir set fills:
- Johanna Sophia Wilhelmina Juliana, anomenada Minna (* agost de 1789 a Weimar;[57] † 1859) es va casar[58] a Dresden el 1819 amb el diplomàtic i escriptor ortodox conservador Alexandru Sturdza, que va escriure una biografia d'orientació cristiana després de la mort de Hufeland. En casament es deia Elisabeth. La parella va tenir tres fills.
- Carl Wilhelm Eduard (nascut el desembre de 1790 a Weimar;[59] † el 23 de novembre de 1840 a Schweidnitz),[60] va ser inicialment militar (com a tinent juntament amb Ferdinand Heinke al regiment de cavalleria al comandament del major von Kleist), va estudiar medicina, i es va casar el 1815 amb Caroline Gren-Hermbstädt († el 26 de juny de 1862), filla de El químic d'origen suec Gren i filla adoptiva del químic berlinès Hermbstädt, després va treballar com a metge i economista a la finca , que el seu pare havia comprat a Marxdorf al districte de Schweidnitz, no lluny de Breslau;[58] des de 1833 va ser administrador de districte allà. La parella va tenir set fills, entre ells:
  - Friedrich Wilhelm Sigismund Maximilian (nascut el 30 de juny de 1822 - 6 de setembre de 1862) a Marxdorf i Qualkau va ser ennoblit el 1860. El seu únic fill va morir sense fills el 1876.[61]

- Julie, anomenada Lilly, (* 1794 a Jena; † 1866 a Berlín) es va casar amb el seu cosí Emil Osann (1787‒1842) a Berlín cap al 1819. Emil era el fill gran d'Amalie Caroline Friederika, de soltera Hufeland (nascut el 8 d'octubre de 1766[66]; † el 23 de gener de 1843),[62] una germana petita del pare de Julie i del conseller del govern Friedrich Heinrich Gotthelf Osann (1753–1803). Després de la mort prematura del seu pare, Christoph Wilhelm va actuar com a tutor del seu nebot, que, després d'estudiar medicina, va treballar a la clínica del seu oncle a Berlín. El matrimoni va ser sense fills.
- Laura (1799–1877) es va casar amb Carl Wilhelm Becherer († 1846), major i terratinent a Klein Mehßow a Lusàcia. La família Becherer, amb l'Oberhofbaurat Friedrich Becherer (1747-1823) com a membre destacat, pertanyia a un cercle de famílies de classe mitjana berlinesa que eren influents en la indústria de la construcció.[63] Becherer va ser admès a la noblesa hereditària condicional el 15 d'octubre de 1840.[64] La parella va tenir set fills.
- Rosalie, anomenada Röschen, (1801–1846) va haver de renunciar a totes les alegries juvenils durant la pubertat perquè va créixer massa ràpidament.[65] Es va casar amb Adolph August Wilhelm Hufeland (nascut l'1 de juliol de 1798 a Jena; † el 22 de juny de 1862 a Berlín), fill de l'advocat Gottlieb Hufeland (1760–1817). El seu pare Daniel Hufeland (1701-1766) va ser l'únic fill del segon matrimoni de Polycarp Elias Hufeland. Adolf era jutge municipal de Berlín i marmessor de l'herència del seu sogre.[66] La parella va tenir quatre fills supervivents.[67]
- Hulda (1802–1892) es va casar dues vegades. Una filla va néixer el 1824 durant el seu primer matrimoni amb el primer ministre tinent Wilhelm Fischer a Trier. En el seu segon matrimoni amb el director de l'institut Friedrich A. Rigler a Potsdam, celebrat a tot tardar el 1827, van néixer 17 fills, cinc dels quals es van casar.[68]
- Luise (1804–1889) va romandre soltera.

## Posteritat
Hufeland va ser enterrat al Dorotheenstädtischer Friedhof de Berlín-Mitte. La tomba és una de les sepultures d'honor de l'estat de Berlín. El 4 de juny de 1904, un carrer de Berlín acabat de traçar es va anomenar Hufelandstrasse. Es va col·locar una placa commemorativa a la seva casa de Berlín-Mitte (Hegelplatz 1).
A la RDA, la Medalla Hufeland es va fundar el 1958 i es presenta anualment com un premi estatal per les contribucions importants a la protecció de la salut. La Fundació Hufeland atorga cada any des de 1960 el Premi Hufeland al "millor treball en el camp de la medicina preventiva"; Aquest premi, patrocinat per l'Associació Alemanya d'Assegurances Mèdiques, està dotat amb 20.000 euros. La Casa Hufeland de Frankfurt del Main existeix des de 1964.
El 1975 es va fundar la "Hufeland Society", l'organització paraigua de les societats mèdiques per a la naturopatia i la medicina complementària. Des de l'any 2009, la "Hufeland Society" atorga un "Hufeland Research Prize" per valor de 1.500 euros cada dos anys pel treball en medicina complementària o integradora.
El Hufeland Klinikum, un hospital acadèmic acadèmic de la Universitat de Göttingen amb ubicacions a Bad Langensalza i Mühlhausen, també porta el seu nom. El lema constant de Hufeland, la cita d'Hipòcrates "El metge ajuda, la natura cura", adorna l'entrada principal de la clínica de Mühlhausen juntament amb el seu retrat. A Weimar, la Clínica Sophien i Hufeland Weimar (Klinikum Weimar abreujada) es va crear el 1998 gràcies a la fusió de les Clíniques Hufeland Weimar amb les operacions hospitalàries de la Fundació Sophienhaus Weimar. També hi ha una clínica Hufeland a Bad Ems.
A Bad Pyrmont, els banys termals de Hufeland recorden Hufeland. El carrer que porta a Steinberg a Bad Driburg i Hufelandgasse a Viena-Meidling (districte 12) també porten el seu nom des de 1884. L'Hospital Universitari d'Essen també es troba a Hufelandstrasse a Essen.

## Escrits (selecció)
- Dissertatio inauguralis medica sistens usum vis electricae in asphyxia experimentis illustratum. 24 de juliol de 1783. (Còpia digital; reimprès a Hufeland petits escrits mèdics 1822)
- Mesmer i el seu magnetisme. A: The Teutsche Merkur de 1784. Tercer quart, pàgs. 60-90 i 161-178. (Reimprès a Charitable Essays, etc. 1794.)
- Nova perspectiva sobre l'erradicació de la verola. A: The Teutsche Merkur de 1786. Quart quart, pàgs. 167-181 i 253-256. (Reimprès a Charitable Essays, etc. 1794.)
- Nova perspectiva sobre l'erradicació de la verola. 1789 (còpia digital).
- Observacions sobre la verola natural i artificial a Weimar el 1788. Göschen, Leipzig 1789 (còpia digital). 2a edició augmentada 1793. (còpia digital)
- Sobre la incertesa de la mort i l'únic mitjà infal·lible per convèncer-te de la seva realitat i fer impossible l'enterrament viu, juntament amb la notícia de la construcció d'un tanatori a Weimar. Weimar 1791. (Còpia digital; reimprès a Hufeland petits escrits mèdics 1822)
- Una paraula als meus futurs senyors oients com a anunci de les meves conferències que començaran per Pasqua. o. O. 1793. (Còpia digital; reimprès en petits escrits mèdics de Hufeland 1823)
- Descripció completa dels poders medicinals i l'ús de la terra pesada àcid clorhídric. Berlín 1794. (còpia digital)
- Assajos sense ànim de lucre per promoure la salut, el benestar i l'educació mèdica sensata. Leipzig 1794 (còpia digital)
- Idees sobre la patogènia i la influència de la força vital en l'origen i la forma de les malalties com a introducció a les conferències patològiques. Jena 1795 (còpia digital).
- L'art d'allargar la vida humana. Jena 1797 (còpia digital); 2 volums. Haas, Viena 1798 (urn:nbn:de:hbz:061:2-16631); més tard com la macrobiòtica o l'art d'allargar la vida humana.
- Observacions sobre la pràctica browniana. Tübingen 1799. (còpia digital)
- Sitema de medicina pràctica. Un manual per a conferències acadèmiques i ús pràctic. Jena/Leipzig 1800, Viena 1802–1806.
- Sobre l'enverinament per brandi. Berlín 1802.
- El son i el dormitori amb relació a la salut. Gädicke, Weimar 1802. (còpia digital)
- El son i el dormitori amb relació a la salut. Un apèndix necessari a l'art d'allargar la vida humana. Joseph Gerold, Weimar i Viena 1803. (còpia digital)
- La mort aparent, o recull dels fets i observacions més importants sobre ells, per ordre alfabètic amb un prefaci. Berlín 1808. (còpia digital)
- Aliments per als pobres a Berlín, juntament amb l'esborrany d'una farmacopea per als pobres. A: Revista de medicina pràctica desembre 1809, pàgs. 3-69.
- Farmacopea per a pobres dissenyada per a Berlín juntament amb notícies de l'establiment de restauració per a pobres que s'hi va construir. Berlín 1810; 2a edició augmentada 1812.
  - Farmacopea per als pobres dissenyada per a Berlín juntament amb la notícia de l'hospital construït allí per als pobres als seus apartaments. 3a edició augmentada. Berlín 1818
  - Mala farmacopea. 4a edició augmentada. Berlín 1825 (urn:nbn:de:hbz:061:2-9283); 5a edició augmentada 1828.
  - Mala farmacopea. Al mateix temps, una selecció de medicaments provats i fórmules medicinals. 6a edició augmentada. Reimer, Berlín 1829 (còpia digital); 7a edició molt ampliada 1832; urn:nbn:de:hbz:061:2-2283; 8a edició 1834.
- Conspectus Materiae medicae secundum Ordines naturales a l'Auditori d'Usum. Edició tertia aucta. Berlín 1828. (còpia digital)[75]
- Instruccions per a l'educació física i moral del sexe femení. Editat després d'E. Darwin i amb addicions de C. W. Hufeland. Leipzig 1822. (còpia digital)
- Petits escrits mèdics de C. W. Hufeland. Volum 1 (1822), 2 (1823), 3 (1825). Berlín. (còpies digitals)
- La noblesa a la llum del cristianisme. [Enregistrament per als nens de Hufeland 1827. Publicat a The Memory of C. W. Hufelands etc. 1933, pàgs. 75-81.]
- C. W. Hufeland nous escrits mixts. Primer volum. (= petits escrits mèdics, quart volum) Berlín 1828. (còpia digital)
- La doctrina dels objectes curatius i el seu coneixement o jatrognòmica. Un intent d'unir els metges. Berlín 1829. (Impressió separada de: Journal of practical medicine, gener de 1829, pàgs. 7-94.)
- Homeopatia. Berlín 1831. (còpia digital)
- Enchiridion medicum o instruccions per a la pràctica mèdica. Llegat de cinquanta anys d'experiència. 1836. 3a edició Herisau 1837. (còpia digital)

## Editorial
- Revista de medicina pràctica i art de la medicina de ferides. Volum 1 (1795) al 7 (1798); del volum 8 en endavant sota el títol New Journal of Practical Medicine and Wundarzney Art (comptant els volums 1 (1799) al 20 (1808)). (còpies digitals)
- 1809 a 1836 al mateix temps sota el títol Journal of Practical Medicine (amb cens Volum 1 (1809)) (còpies digitals)
- Coeditor 1809 a 1814: K. Himly; 1815 a 1818: J. Ch. F. Harles; 1823 a 1836: E. Osann.
- Biblioteca de medicina pràctica. Volum 1 (1799) al 76 (1836). (còpies digitals)
- Paraules del cor de J.C. Lavater. Per als amics de l'amor i la fe. Editat per C.W. Hufeland. Dümmler, Berlín 1825. (còpia digital)
- Diccionari Enciclopèdic de Ciències Mèdiques. Publicat pels professors de la facultat de medicina de Berlín. 1r volum, Berlín 1828 (portada), al volum 14, 1836.

## Autobiografia editada
- Estudis de C. W. Hufeland, efectivitat pràctica i acadèmica; un fragment de l'autobiografia d'Hufeland. [Ed. E. Osann] A: C. W. Hufeland's Journal of Practical Medicine, Volum 1, 1837, pàgs. 7-38.
- Christian Wilhelm Hufeland. Una autobiografia compartida pel Dr. Goschen. Berlín 1863. (Impressió separada de Deutsche Klinik Volum 15, 1863, núm. 13 a 31. P. 50-64: Addicions explicatives de Göschen.) (Còpia digital)
- Hufeland. Metge personal i educador públic. Autobiografia de Christoph Wilhelm Hufeland. Reeditat i introduït per Walter von Brunn. (Pàgines 137‒159: Arbre genealògic i descendents de Christoph Wilhelm Hufeland ‒ 1556‒1937 ‒. Comunicat per Wolfgang Friedrich; i llista de noms amb notes biogràfiques compilada per W. Friedrich.) Stuttgart sense data [1937].